# Renealmia engleri
Renealmia engleri är en enhjärtbladig växtart som beskrevs av Karl Moritz Schumann. Renealmia engleri ingår i släktet Renealmia och familjen Zingiberaceae. Inga underarter finns listade i Catalogue of Life.